# Савва (Гигиберия)
Митрополи́т Са́вва (груз. მიტროპოლიტი საბა, в миру Заза Роинович Гигиберия, груз. ზაზა როინის ძე გიგიბერია; 28 сентября 1966, Сенаки) — епископ Грузинской православной церкви, митрополит Хонский и Самтредийский (с 1996).

## Биография
Получал образование в государственном политехническом институте, но на последнем году его курс отправили на реставрационные работы в древний монастырь Сафара Ахалцихской епархии. Там студентов встретил отец Сергий (Чекуришвили), рассказал о монашестве и пригласил на службу. Будущий владыка Савва и его друг, ныне архиепископ Ахалцихский Феодор (Чуадзе), остались здесь даже не забрав дипломы из института.
Принял монашеский постриг в монастыре Сафара в 1989 году, в возрасте 23 лет. В 12 января 1992 года рукоположен в иеродиакона, 4 октября 1992 года — в иеромонаха.
С 25 июня 1994 года — игумен монастыря Тимотесубани Борджомской епархии.
26 октября 1994 года возведён в сан архимандрита.
4 ноября 1996 года, по решению Священного Синода Грузинской Православной Церкви и католикоса-патриарха всей Грузии Илии II состоялось поставление архимандрита Саввы во епископа вновь возрождённой Хонской епархии.
Когда владыка прибыл в епархию, на её территории действовали всего восемь церквей. К середине 2000-х их около тридцати, и ещё несколько строились. Открылись женские монастыри препобоного Саввы Освященного в Хони, святой равноапостольной Нины в Матходже, святого апостола Андрея Первозванного в Самтредии, мужской монастырь Вознесения Господня в Удзлоури. Возобновили своё действие православная Казбегская школа, колледж имени Нико Николадзе в селе Диди Джихаиши и другие.
14 сентября 2003 года владыка Савва был возведен в архиепископское достоинство.
24 апреля 2008 года возведён в сан митрополита.